# Saint James Cavalier

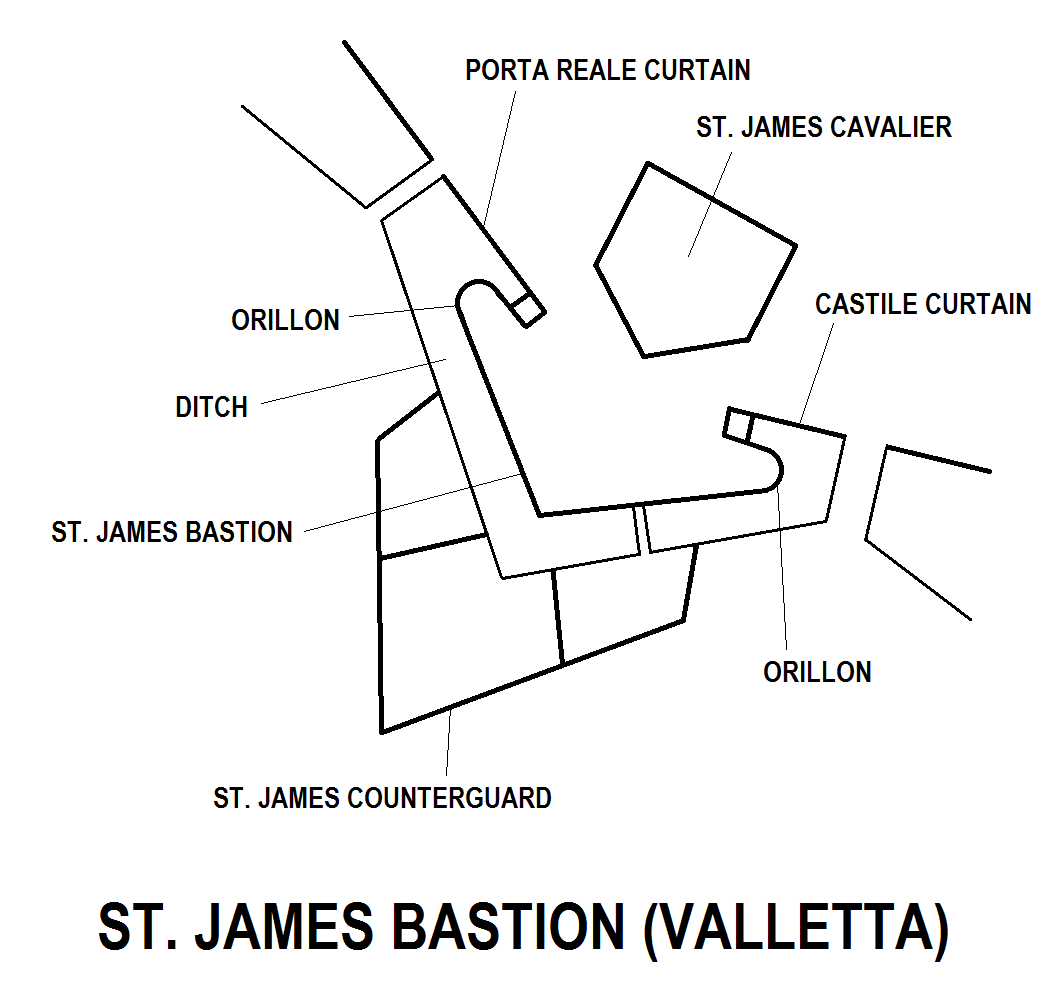
Mapa de St James Cavalier

Saint James Cavalier (en maltés: Kavallier ta' San Ġakbu) es una fortificación del siglo XVI construida en La Valeta, Malta por la Orden de San Juan de Jerusalén. Se encuentra situado justo en el Bastión de San James, que forma parte de la muralla de la ciudad. En principio, iban a ser construidas nueve fortificaciones como esta en Valletta, pero finalmente solo se construyeron dos: Saint James Cavalier y Saint John Cavalier. Fue diseñado por el ingeniero militar italiano Francesco Laparelli y las obras se ejecutaron por su asistente maltés Girolamo Cassar. Se da la circunstancia de que St. James Cavalier nunca llegó a usarse en ningún conflicto militar, pero cumplió su papel en el episodio del Levantamiento de los Sacerdotes en 1775.

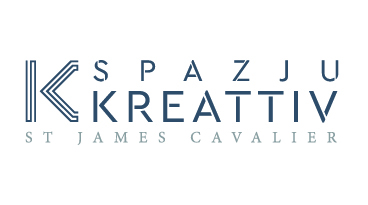
Logotipo del Spazju Kreattiv, St James Cavalier.

## Historia
Tras el Gran Sitio de Malta de 1565, en el que el Imperio otomano trató de hacerse con el control de la Malta sin conseguirlo, la Orden de San Juan decidió asentarse permanentemente en la isla. La orden decidió construir una nueva ciudad fortificada como nueva capital llamada Valletta, en honor del Gran Maestro Jean Parisot de La Valette. Para poder llevar a cabo el proyecto, De Valette pidió asistencia financiera a varios gobernantes europeos, el más importante de los cuales fue el papa Pío V, que no solo ayudó económicamente a financiar el proyecto sino que además, envió al ingeniero militar Francesco Laparelli a Malta para diseñar las nuevas fortificaciones de la ciudad.
La construcción de la ciudad comenzó en marzo de 1566 y el trabajo continuó a lo largo de la década de 1570. Posteriormente, tras el fallecimiento de Laparelli, la construcción de la ciudad fue encargada a un ayudante suyo de origen maltés, el arquitecto e ingeniero militar Girolamo Cassar. St. James Cavalier fue uno de los primeros edificios construidos en Valletta, junto con la iglesia de Nuestra Señora de las Victorias y el resto de fortificaciones. El edificio fue construido sobre una plataforma elevada en la que las armas podían ser colocadas para defender la ciudad de los ataques del área de Floriana. Además, desde aquí se podía cerrar el paso y amenazar a aquellos que ya se habían introducido en la ciudad. Estaba conectado con St. John Cavalier por un paso subterráneo, pero éste se encuentra bloqueado en la actualidad. 
El cavalier fue también usado como un puesto de alerta. Se realizaban tres disparos al día, al amanecer, al mediodía y al anochecer. El primero y el último señalaban la apertura y cierre de las puertas de la ciudad. Estos disparos continuaron realizándose desde el cavalier hasta 1800 aproximadamente, cuando empezaron a hacerse desde la vecina Saluting Battery. En 1686, durante el gobierno de Gregorio Carafa, se construyó un pequeño edificio adyacente conocido como Dar Annona en el flanco este del cavalier. El edificio originalmente albergaba la Università dei Grani y actualmente es una oficina de correos.
El 8 de septiembre de 1775, St James Cavalier fue asaltado por rebeldes durante el episodio del Alzamiento de los Sacerdotes. Se quitó la bandera de la Orden y se sustituyó por otra de San Pablo. El Fuerte de San Telmo fue también conquistado por los rebeldes, pero la Orden pudo reconquistarlo después de un alto el fuego y más tarde los rebeldes acabaron rindiéndose. Tres de ellos fueron ejecutados, mientras que los otros tuvieron que exiliarse o fueron encarcelados. Las cabezas de los tres ejecutados se colocaron en una de las esquinas de St James Cavalier, pero se quitaron pronto, después de que Emmanuel de Rohan-Polduc fuera elegido Gran Maestro en noviembre de ese mismo año.

## SiglosXIXyXX
Tras la toma de control de Malta a principios del siglo XIX por parte del Imperio Británico, el cavalier se convirtió en un lugar de recreo y socialización para oficiales. Se practicaron algunas modificaciones en la estructura del edificio, incluyendo el reemplazo de la rampa que conduce al tejado por una escalera, el incremento del número de habitaciones del edificio, la cubierta abovedada de la planta inferior y la creación de dos almacenes. También se llevaron a cabo algunas obras para combatir la humedad.
Más tarde, se excavaron dos cisternas para almacenar agua que posteriormente era conducida a Valletta a través del Acueducto Wignacourt. Se sabe que el cavalier podía almacenar agua para toda la ciudad.
Durante la Segunda Guerra Mundial, el edificio fue también usado como un refugio anti bombas, mientras que la planta superior se convirtió en un almacén de alimentos para las Fuerzas Armadas. En los años setenta, La Imprenta del Gobierno se trasladó desde el Palacio del Gran Maestro a St James y permaneció allí hasta que se abrió el Marsa Industrial Estate en 1996.

## Centro para la creatividad
En los años noventa, el Gobierno de Malta patroncinó un Plan Maestro para la rehabilitación de La Valeta y de sus alrededores. El proyecto incluía la restauración de St James Cavalier y su conversión en un centro cultural. La restauración fue llevada a cabo por el arquitecto maltés Richard England.
A lo largo de la remodelación, St James pasó de ser un edificio diseñado para impedir la entrada a los visitantes a convertirse en un lugar que diera la bienvenida a los visitantes. England describió la tarea de realizar este cambió como «hacer posible que el edificio permita la realización de nuevas actividades de forma que, respetando el pasado, se acepte el cambio sin miedo». En cualquier caso, los trabajos realizados causaron mucha controversia y fue considerado como insatisfactorio por muchos malteses, en parte por otros proyectos realizados en La Valeta y por la decisión de incluir a arquitectos de renombre como Renzo Piano, en lugar de Richard England. Los otros proyectos comenzaron en 2008 con las puertas de la ciudad, la antigua ópera, el nuevo edificio del parlamento y el resto de zonas adyacentes a la entrada de la ciudad. Una de los grandes retos que tuvo que afrontar el profesor Richard England fue mejorar la accesibilidad de un edificio creado para repeler a los invasores. Esta intervención en la estructura del edificio fue una decisión difícil de tomar para saber qué áreas debían ser reconvertidas y cuáles no.
Esta tarea fue llevada a cabo con gran aplomo en la conversión de las dos cisternas, una en el espectacular teatro de St James y la otra en el atrio. Un impresionante espacio que permite el acceso a las galerías superiores. El diseño incorpora paneles de cristal, creando un espacio diáfano que permite al visitante observar la historia que cuenta el antiguo pozo.
El trabajo fue llevado a cabo en colaboración con el experto en restauración Michael Ellul, que rechazó el uso de réplicas o imitaciones. Todo lo que luce como del siglo XVI es del siglo XVI y todo lo que luce como contemporáneo lo es. La organización nacional del patrimonio Fondazzjoni Wirt Artna protestó contra la eliminación de dos almacenes de gas de la Guerra Mundial y otros vestigios del periodo del Imperio Británico.
Este tema puede apreciarse especialmente en la planta baja. En la sala de música, se extrajo la cubierta instalada por los británicos y la habitación recuperó su estado original. El espacio conocido ahora como Studio A, por otra parte, se dividió en dos partes. En otras salas se removió parcialmente la cubierta para que pudieran contemplarse ambos periodos históricos y para que ambos estuvieran representados en esta reinterpretación moderna del edificio histórico.
La restauración del cavalier fue completada a final del año 2000 y se abrió al público con el nombre de St James Cavalier, Centre of Creativity el 22 de septiembre de ese año, con una exposición titulada Art in Malta Today. El cavalier ahora alberga un pequeño teatro, un cinema, sala de conciertos y galerías de arte. En este lugar se programan muchas exposiciones y desde que fue abierto ha recibido más de un millón de vivistantes. En agosto de 2015, el cavalier sufrió un proceso de cambio de marca y ahora se llama Spazju Kreattiv (en maltés: espacio creativo).
El cavalier tiene la consideración de monumento nacional (grado 1) y está catalogado dentro del Inventario Nacional de Propiedades Culturales de las islas maltesas.

## Arquitectura
St James Cavalier es una plataforma de artillería abovedada con planta en forma de pentágono. La estructura no fue diseñada pensando en la estética, ya que se trataba de un edificio estrictamente militar. Al margen de las dimensiones del edificio y del aspecto externo, la mitad de la estructura se encuentra bajo tierra y la parte superior consiste en una serie de estancias repartidas por todo el edificio y una rampa para poder subir los cañones a la cubierta superior.
El cavalier ocupa la parte frontal del Bastión de San James, y fue construido para repeler el fuego enemigo proveniente del otro lado del bastión sin interferir con sus disparos. Un gran número de polvorines están adosados a la estructura por ese motivo.
- Datos: Q7401400
- Multimedia: St. James Cavalier / Q7401400